# Bratoukhine B.11
Le Bratoukhine B.11 est un hélicoptère expérimental soviétique testé à la fin des années 1940. Il s'agit de la dernière évolution du Bratoukhine Omega. C'est le dernier hélicoptère conçu par Bratoukhine.

## Historique
Le Bratoukhine B.11 fut développé afin de poursuivre les travaux avortés du B.10. Ce nouvel hélicoptère reprenait la formule des rotors contrarotatifs disposés à l'extrémité des ailes. Chaque rotor disposait de son propre moteur.
Le premier prototype réalisa son vol inaugural en mars 1948, suivi deux mois plus tard par le second. Cependant à cette époque le programme des hélicoptères Bratoukhine n'avait déjà plus les faveurs du Kremlin. Les dirigeants soviétiques s'étaient alors tournés vers les hélicoptères disposant d'une architecture plus académique, à l'image du Mil Mi-1.
Le 13 décembre 1948 le second prototype fut perdu dans un accident. Lors du crash ses deux membres d'équipage furent tués sur le coup. Début 1949 le programme fut officiellement abandonné.

## Description
Le Bratoukhine B.11 se présentait sous la forme d'un hélicoptère bimoteur construit en bois entoilé, contreplaqué, et métal. Sa propulsion était assurée par deux moteurs en étoile Ivtchenko AI-26-GR d'une puissance nominale de 580 chevaux. Les deux membres d'équipage prenaient place dans un cockpit largement vitré. L'hélicoptère disposait d'un train d'atterrissage classique fixe disposant d'une roulette de queue orientable.

## Note
Il est à noter que jamais le Bratoukhine B.11 ne reçut de désignation officielle occidentale. Il ne fut en effet découvert par l'OTAN qu'en 1968 soit près de vingt ans après la fin de son programme de développement.

## Sources & références

### Sources bibliographiques
- Michel Marmin (réd. en chef), Jean-Claude Bernar (dir.) et Marion Mabboux (esp. d'éd.), Toute l'aviation : la grande aventure technologique des avions civils et militaires, Paris Bruxelles Lausanne, Atlas,Atlen.Rencontre, 1992, 15 vol. (4605 p.) : ill. ; 29 cm (ISBN 978-2-7312-1326-3, 978-2-731-21344-7 et 978-2-731-21345-4, OCLC 715773689).
- Bill Gunston et Mike Spick, Hélicoptères de combat, Paris Bruxelles Lugano, Atlas Atlen Éd. transalpines, 1988, 207 p. (ISBN 978-2-7312-0643-2).
- Bill Gunston, Hélicoptères militaires, Paris, PML, 1994, 159 p. (ISBN 978-2-87628-895-9).